# Arbeitsintensität (Marxismus)
Die Arbeitsintensität oder der Intensitätsgrad der Arbeit gibt an, welches Arbeitsvolumen in einer bestimmten Arbeitszeit verrichtet wird. Die Intensivierung der Arbeit ist neben der Verlängerung der Arbeitszeit und der Erhöhung der Produktivität eine Möglichkeit, den Mehrwert zu steigern, was den Kapitalisten ermöglicht, einen höheren Profit zu erwirtschaften.

## Allgemeines
Die betriebswirtschaftliche Kennzahl der Arbeitsintensität ist eine vergleichende Größe, die sich trotz entsprechender Versuche des Taylorismus nicht unabhängig bestimmen lässt, sondern nur über ihre Änderung. Sie kann daher nur Einheiten miteinander vergleichen, zum Beispiel
- die Anzahl der Arbeiter zur Verrichtung einer bestimmten Arbeit zu bestimmten Zeiten (vorher – nachher) oder
- die Anzahl der Arbeitsaufgaben, die ein einzelner Arbeiter verrichten muss zu bestimmten Zeiten (vorher – nachher).

Dadurch wird die Arbeitsintensität messbar, ihre Änderung kann als Verhältnis oder prozentual dargestellt werden. Wenn ein Arbeiter zu einer bestimmten Zeit eine Maschine bedienen muss und nach einer Rationalisierungsmaßnahme drei Maschinen, dann hat sich die Arbeitsintensität für ihn im Verhältnis 3 : 1 oder auf 300 % bzw. um 200 % erhöht.

## Arbeitsintensität bei Marx
Daher ist die Arbeitsintensität bei Karl Marx eine
„vergrößerte Arbeitsverausgabung in der gleichen Zeit, <eine> erhöhte Anspannung der Arbeitskraft <eine> dichtere Ausfüllung der Poren der Arbeitszeit, d. h. <eine> Verdichtung der Arbeit“.
Die Konkurrenz zwingt die Unternehmen, möglichst viel Profit in möglichst kurzer Zeit zu erzeugen, um gegenüber den Konkurrenten einen Vorteil zu erringen. Neben der Einführung effektiverer Maschinen und/oder Verfahren geschieht dies auch durch die Verlängerung des Arbeitstages und/oder die Intensivierung der Arbeit, die in drei Formen stattfinden kann:
1. indem entweder ein Arbeiter mehr Arbeiten als vorher verrichten muss oder
2. indem weniger Arbeiter die gleiche Anzahl Arbeiten wie vorher verrichten müssen oder
3. indem diese beiden Möglichkeiten kombiniert werden.

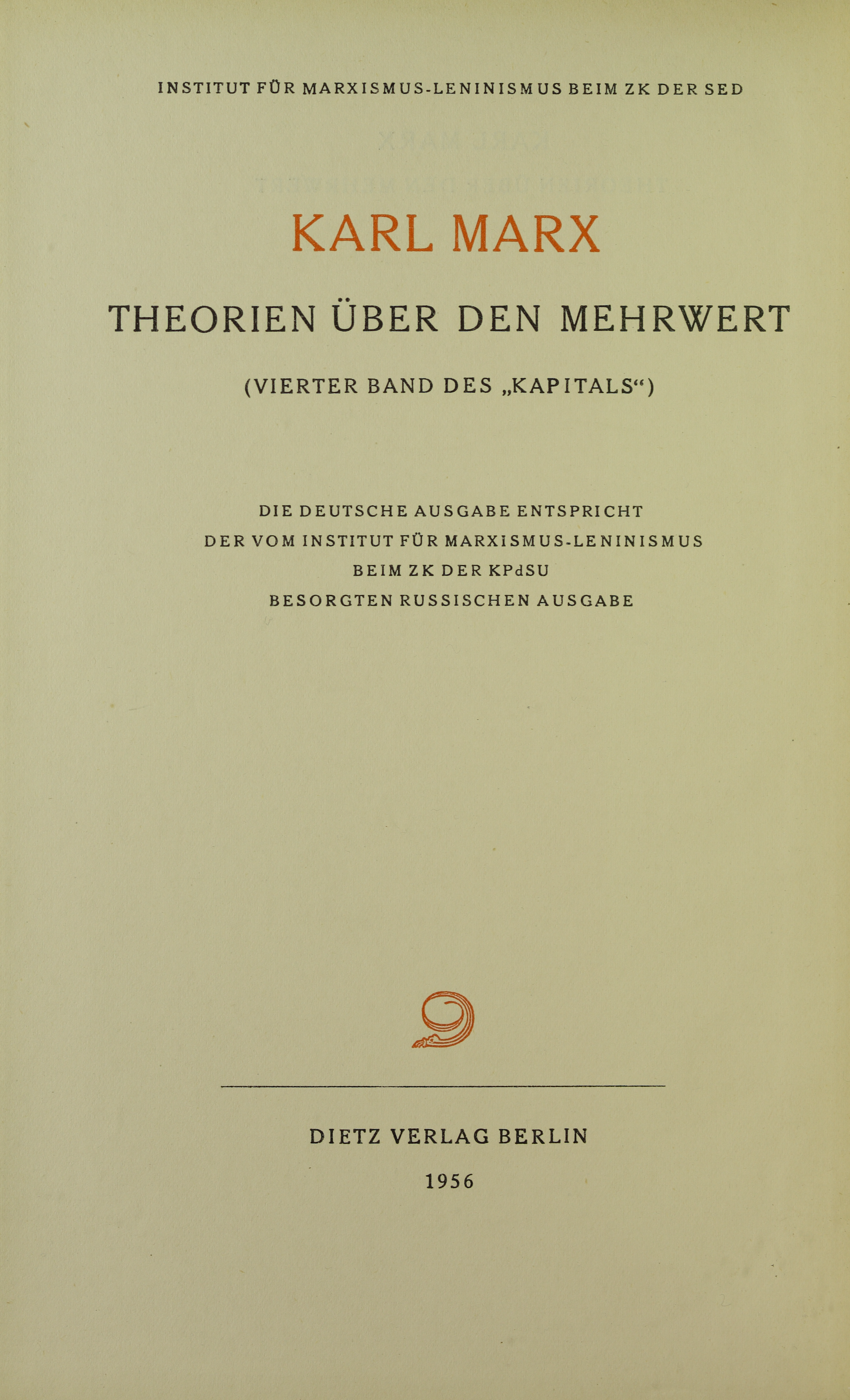
Karl Marx, Theorien über den Mehrwert, 1956

Den Zusammenhang der Arbeitsintensität mit der Erhöhung des Profits beschreibt Marx in „Das Kapital Band III“:
„Der Exploitationsgrad der Arbeit hängt aber bei gegebenem Arbeitstag von der durchschnittlichen Intensität der Arbeit- und bei gegebener Intensität von der Länge des Arbeitstages ab. Von dem Exploitationsgrad der Arbeit hängt die Höhe der Mehrwertrate ab, also bei gegebener Gesamtmasse des variablen Kapitals die Größe des Mehrwerts, damit die Größe des Profits.“
Die Folgen der Intensivierung beschreibt Marx in „Theorien über den Mehrwert“ Band III:
„<Danach> ist die Exploitation“ [= Ausbeutung] „der Arbeit ... dann sowohl bei <der> Ausdehnung des Arbeitstages als <auch> bei der Intensivierung“ (bei Marx: „Intensifikation“) „[Verdichtung] desselben gewachsen, wenn er nicht zugleich verkürzt wird (wie durch <den Achtstundentag>).“ „Der Arbeiter verkürzt die Dauer seines Arbeitsvermögens, erschöpft es in viel größerem Verhältnis, als sein Lohn wächst und wird noch mehr zur bloßen Arbeitsmaschine. Aber abgesehen von dem letzteren, wenn er bei dem normalen Arbeitstag vielleicht 20 Jahre lebt, bei dem anderen“ [= verdichteten] „nur 15, so verkauft er den Wert seines Arbeitsvermögens in dem einen Fall in 15 Jahren, in dem anderen in 20. Das eine Mal muss es in 15 Jahren ersetzt werden, das andere <Mal> in 20“.